# イッサ・コナーレ
イッサ・コナーレ（Issa Konare、1980年1月25日 - ）は、セネガル・ダカール出身のプロバスケットボール選手である。ポジションはフォワード。背番号5。202cm、100kg。

## 人物
U18セネガル代表を経験後、NCAAのサウスカロライナ大学、ハイポイント大学で活躍後、ABAのバーモント・フロストヒーブスに入団。2007・08の2シーズン連覇に貢献。セネガルA代表にも選ばれる。
2008年-2009年：Aix-Maurienne Savoie Baske（フランス）
2009年-2010年：KFUM Jamtland Basket（スウェーデン）
2010年：Kouvot Kouvola（フィンランド)
2010年：新潟アルビレックスBBへ入団。

## 経歴
- サウスカロライナ大学（NCAA、2001-2002） - ハイポイント大学（NCAA、2002-2006） - バーモント・フロストヒーブス（ABA、2006-2008）- Aix-Maurienne Savoie Basket（フランスPro B、2008-2009）- KFUM Jamtland Basket（スウェーデン、2009-2010） - Kouvot Kouvola（フィンランド、2010） - 新潟（2010-）

## エピソード
- 米が大好きで、新潟に来てから、あるイベント（10周年記念パーティー）で「オコメキングと呼んでください」といった。
- 常にチームがどうあるべきか、どうしたらよいかを考えている、強くキャプテンシーを備えている。

## 代表歴
- U18セネガル代表（2001）
- セネガル代表（2003-2007）